# إبراهيم عمر حجري
إبراهيم عمر حجري سياسي وأكاديمي ومسئول يمني سابق من مواليد محافظة الحديدة عام 1961م.

## المؤهلات العلمية
1. حصل على بكالوريوس علوم كمبيوتر من دولة الكويت العام 1985 م.
2. حصل على ماجستير في الإحصاء الرياضي من دولة الكويت العام 1989 م.
3. حصل على دكتوراه في الإحصاء الرياضي من الولايات المتحدة العام 1998م.

## المناصب التي تقلدها
- عين معيداً بكلية العلوم ـ جامعة الكويت في الفترة من 1985 - 1988م .
- عين مدرساً مساعداً بكلية التربية ـ جامعة الحديدة في الفترة من 1988 - 1993م .
- مساعد تدريسي بجامعة دلاوير الأمريكية في الفترة من 1996-1998م .
- عين نائباً لعميد كلية التربية ـ جامعة الحديدة في الفترة من 1998-1999م .
- عين عميداً لكلية التربية ـ جامعة الحديدة في الفترة من 1999-2004 م .
- عين نائبا لرئيس جامعة الحديدة للدراسات العليا والبحث العلمي في الفترة من 2004-2007م .
- عين وزيراً للتعليم الفني والمهني في التشكيل الحكومي في 5 ابريل 2007 م .